# Marat (Puy-de-Dôme)
Pour les articles homonymes, voir Marat.
Marat (/ma.ʁa/) est une commune française, située dans le département du Puy-de-Dôme en région Auvergne-Rhône-Alpes.

## Géographie
La commune actuelle de Marat s'étale sur les deux rives de la Dore, principalement sur la rive droite. Elle est limitée au nord par un ruisseau, le Gerize, et au sud-est par le ruisseau de Vertolaye, tous deux affluents de la rive droite de la Dore.
Le découpage actuel correspond assez bien à l'ancienne paroisse depuis le XVIIe siècle.

### Lieux-dits et écarts
La commune possède plus de 80 lieux-dits ou écarts, dont les trois-quarts sont encore habités.
| Olliergues                 | Olmet     | Le Brugeron                |
| Saint-Gervais-sous-Meymont | Marat     | Saint-Pierre-la-Bourlhonne |
| La Chapelle-Agnon          | Bertignat | Vertolaye                  |

### Climat
Pour des articles plus généraux, voir Climat d'Auvergne-Rhône-Alpes et Climat du Puy-de-Dôme.
En 2010, le climat de la commune est de type climat des marges montargnardes, selon une étude du Centre national de la recherche scientifique s'appuyant sur une série de données couvrant la période 1971-2000. En 2020, Météo-France publie une typologie des climats de la France métropolitaine dans laquelle la commune est exposée à un climat de montagne ou de marges de montagne et est dans la région climatique  Nord-est du Massif Central, caractérisée par une pluviométrie annuelle de 800 à 1 200 mm, bien répartie dans l’année. 
Pour la période 1971-2000, la température annuelle moyenne est de 10,2 °C, avec une amplitude thermique annuelle de 16,2 °C. Le cumul annuel moyen de précipitations est de 985 mm, avec 11 jours de précipitations en janvier et 8,1 jours en juillet. Pour la période 1991-2020, la température moyenne annuelle observée sur la station météorologique de Météo-France la plus proche, « Cunlhat », sur la commune de Cunlhat à 10 km à vol d'oiseau, est de 10,1 °C et le cumul annuel moyen de précipitations est de 1 010,2 mm,. Pour l'avenir, les paramètres climatiques de la commune estimés pour 2050 selon différents scénarios d'émission de gaz à effet de serre sont consultables sur un site dédié publié par Météo-France en novembre 2022.

## Urbanisme

### Typologie
Au 1er janvier 2024, Marat est catégorisée commune rurale à habitat dispersé, selon la nouvelle grille communale de densité à sept niveaux définie par l'Insee en 2022.
Elle est située hors unité urbaine. Par ailleurs la commune fait partie de l'aire d'attraction d'Ambert, dont elle est une commune de la couronne,. Cette aire, qui regroupe 29 communes, est catégorisée dans les aires de moins de 50 000 habitants,.

### Occupation des sols
L'occupation des sols de la commune, telle qu'elle ressort de la base de données européenne d’occupation biophysique des sols Corine Land Cover (CLC), est marquée par l'importance des forêts et milieux semi-naturels (60,2 % en 2018), en augmentation par rapport à 1990 (59,4 %). La répartition détaillée en 2018 est la suivante : forêts (60,2 %), prairies (32,2 %), zones agricoles hétérogènes (5,2 %), zones urbanisées (2,5 %). L'évolution de l’occupation des sols de la commune et de ses infrastructures peut être observée sur les différentes représentations cartographiques du territoire : la carte de Cassini (XVIIIe siècle), la carte d'état-major (1820-1866) et les cartes ou photos aériennes de l'IGN pour la période actuelle (1950 à aujourd'hui).

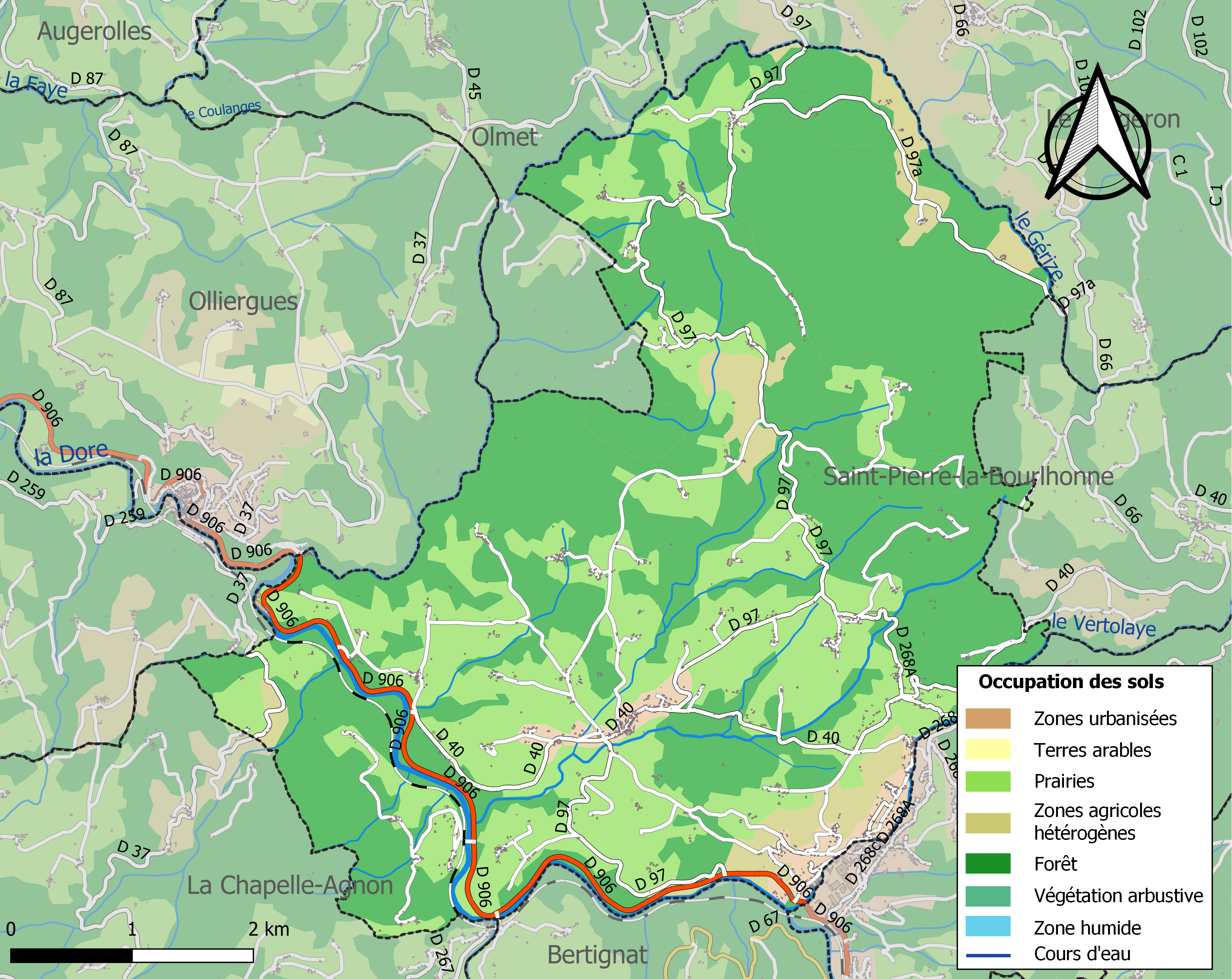
Carte des infrastructures et de l'occupation des sols de la commune en 2018 (CLC).

### Voies de communication et transports

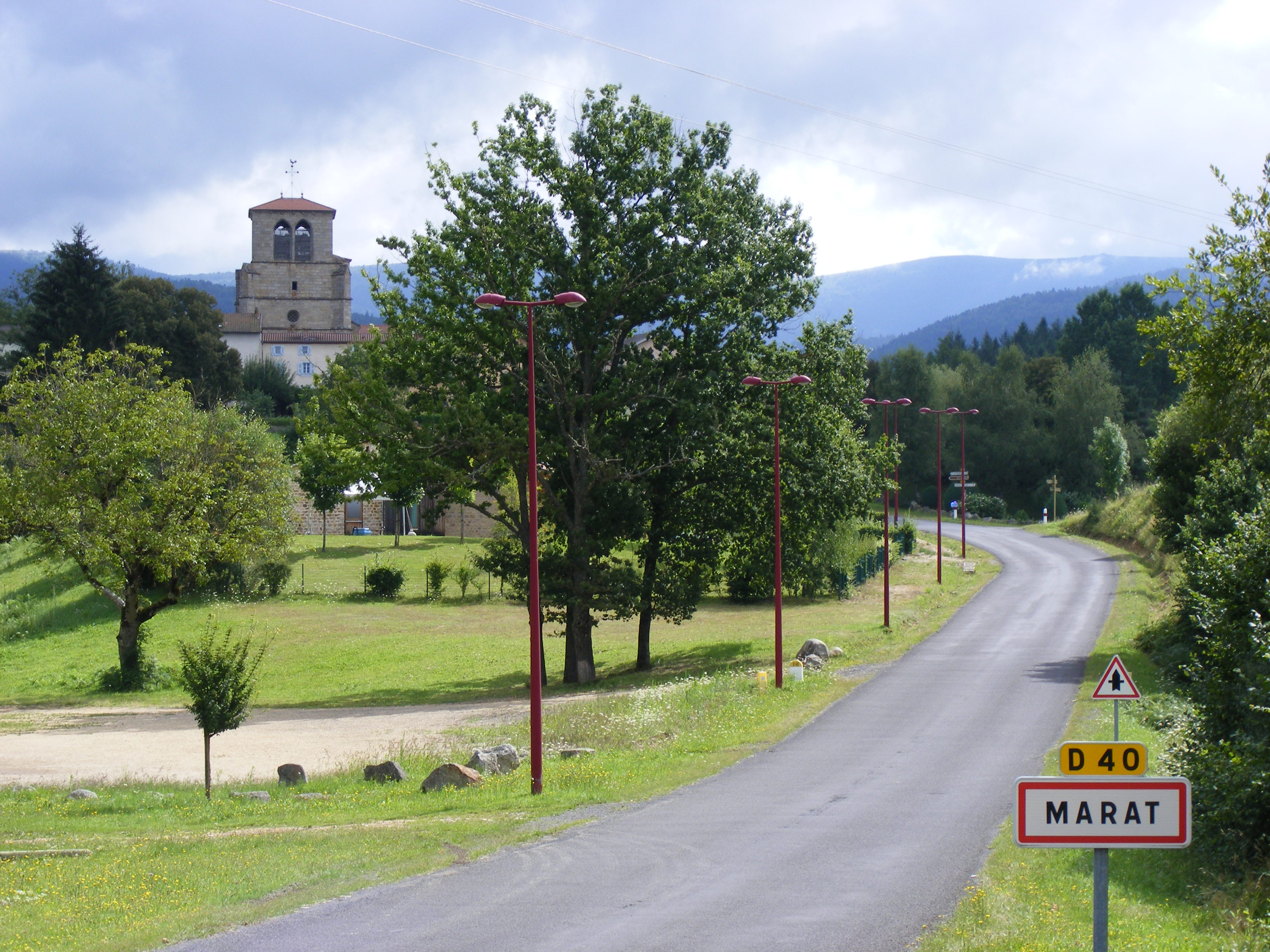
Village de Marat.
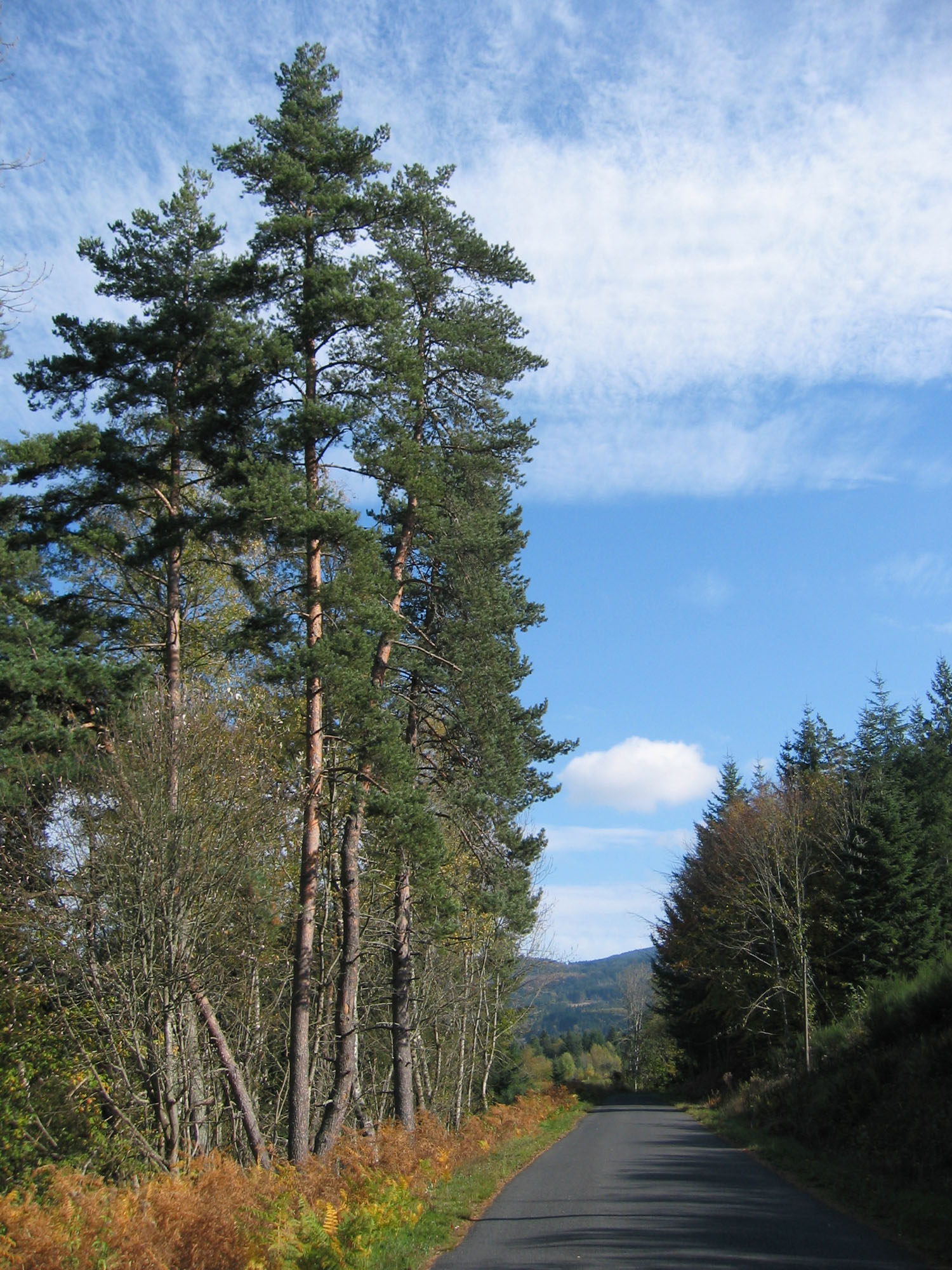
Route du hameau de Baraduc vers le hameau de La Gerle.

## Histoire
En France beaucoup de lieux-dits ou de communes ont adopté le nom patronymique de Jean-Paul Marat, révolutionnaire célèbre. Pour la commune de Marat, il s'agit d'une simple homonymie, le révolutionnaire et le nom de la paroisse de Marat n'ont aucun lien.
Le nom de Marat semble remonter au moins au Xe siècle, avec diverses orthographes : Maharat, Marrac…
L'origine de la paroisse et de la commune de Marat remonte aux premiers siècles de notre ère, si l'on se réfère à des fragments de poteries et de tuiles retrouvés à proximité du village de Mirat, quelques centaines de mètres au sud du bourg actuel.
L'église actuelle est composée de deux éléments : le clocher datant du XIVe siècle et la nef reconstruite entre 1898 et 1902. Elle est dédiée à saint Genès, évêque d'Auvergne de 652 à 662. Le patron de la paroisse est saint Clair, probablement un abbé du monastère Saint-Marcel-de-Vienne, dont dépendait le monastère de Cunlhat auquel était rattachée la paroisse de Marat.

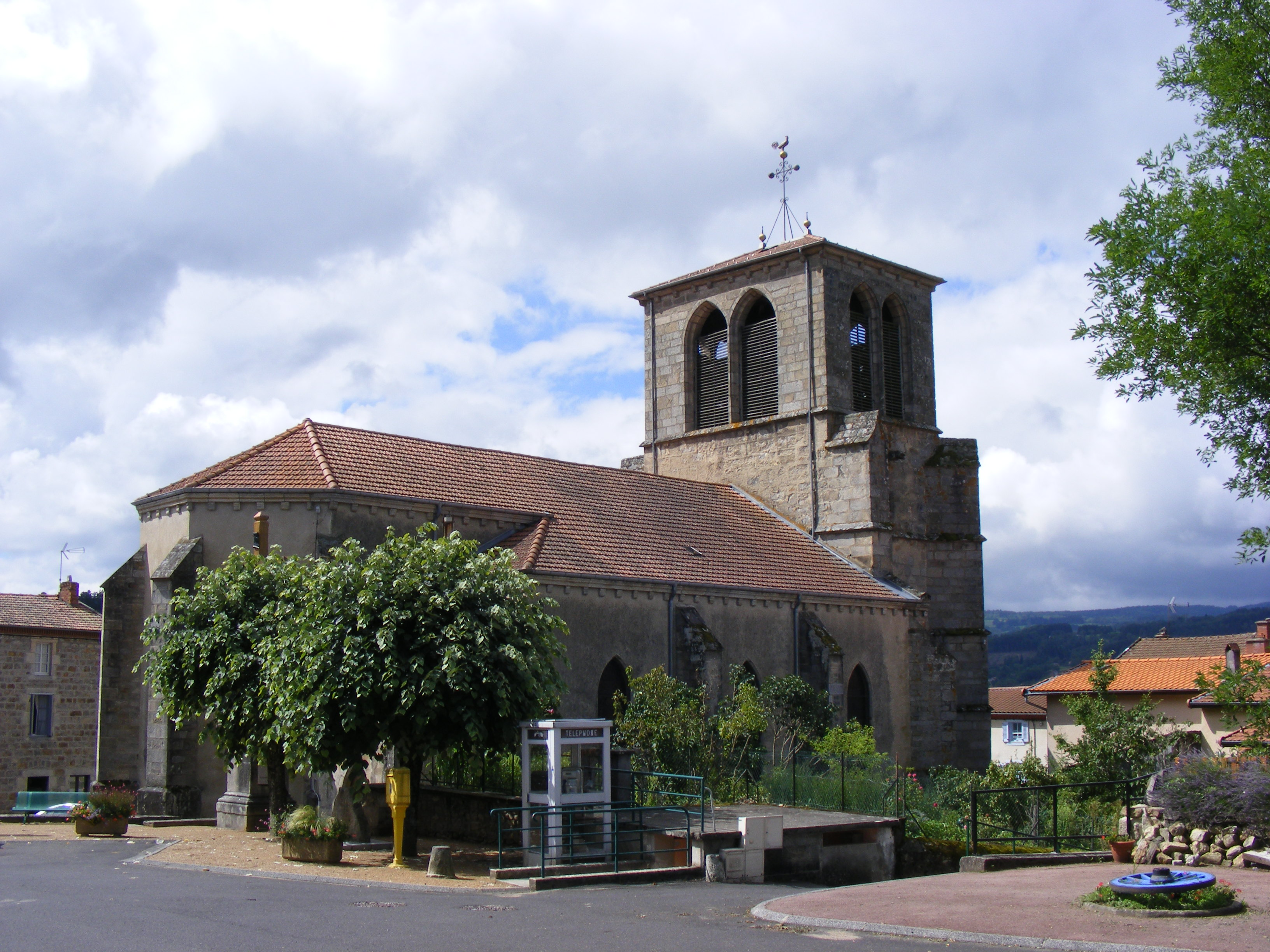
Église de Marat.
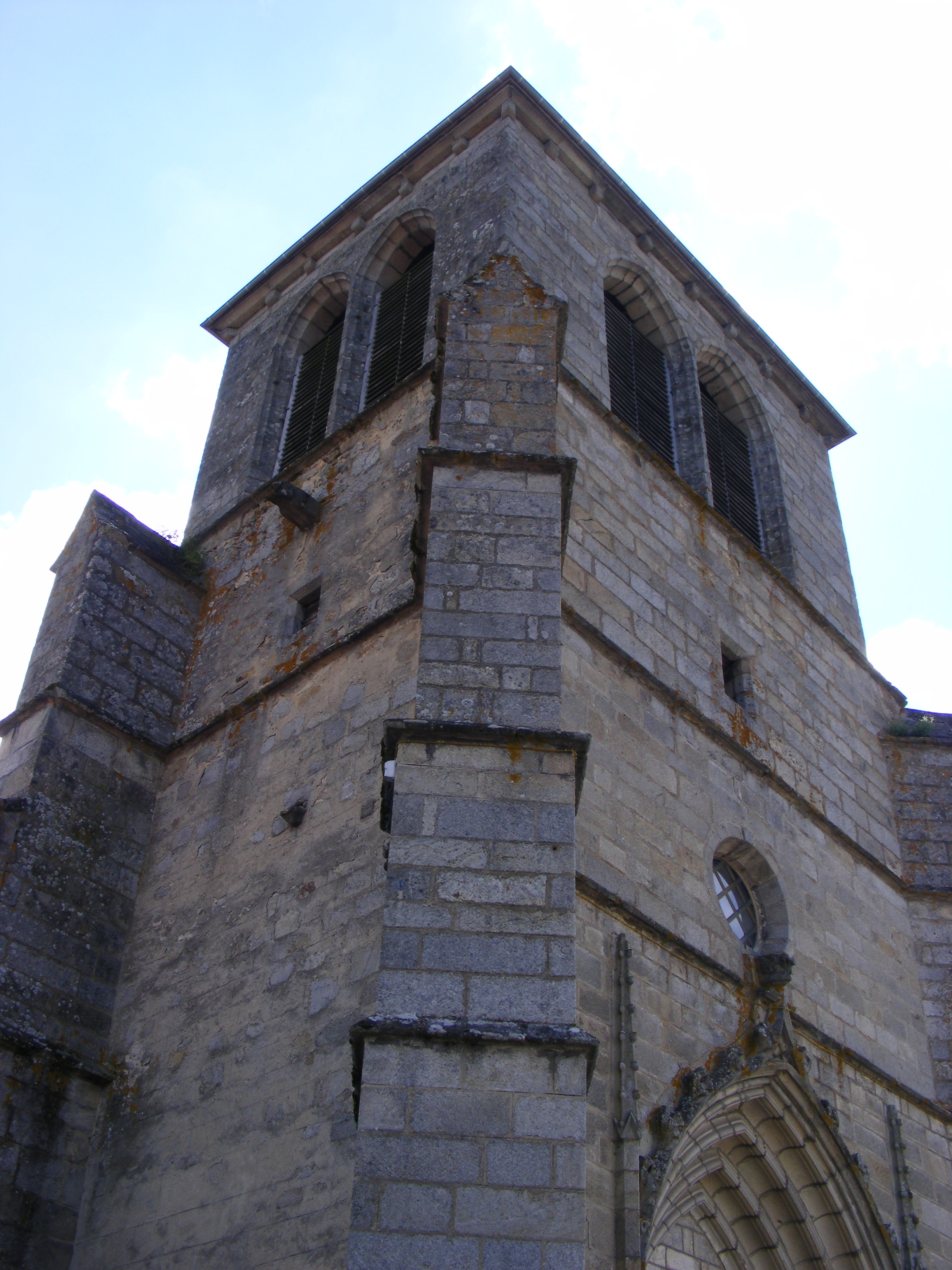
Clocher de l'église.

Marat possède sur son territoire une multitude de bâtiments de ferme et une tour, seul reste partiellement effondré d'un construction du XVe siècle. Un château du Teilhet monument historique du XIVe siècle.
Son territoire paroissial s'est agrandi au cours du XVIe siècle d'une partie de la paroisse de la chapelle Agnon, sur la rive gauche de la Dore.
Le territoire communal a été amputé de sa partie la plus haute en 1866 pour la création de la commune actuelle de Saint-Pierre-la-Bourlhonne.

## Politique et administration
| Période                                  | Période                   | Identité          | Étiquette | Qualité |
| ---------------------------------------- | ------------------------- | ----------------- | --------- | ------- |
| Les données manquantes sont à compléter. |                           |                   |           |         |
| mars 2001                                |                           | Christian Viallis |           |         |
| mars 2014                                | En cours (au 4 juin 2020) | Patrice Douarre   |           |         |

## Population et société

### Démographie
L'évolution du nombre d'habitants est connue à travers les recensements de la population effectués dans la commune depuis 1793. Pour les communes de moins de 10 000 habitants, une enquête de recensement portant sur toute la population est réalisée tous les cinq ans, les populations de référence des années intermédiaires étant quant à elles estimées par interpolation ou extrapolation. Pour la commune, le premier recensement exhaustif entrant dans le cadre du nouveau dispositif a été réalisé en 2007.

En 2022, la commune comptait 805 habitants, en évolution de −2,19 % par rapport à 2016 (Puy-de-Dôme : +2,1 %, France hors Mayotte : +2,11 %).
| 1793  | 1800  | 1806  | 1821  | 1831  | 1836  | 1841  | 1846  | 1851  |
| ----- | ----- | ----- | ----- | ----- | ----- | ----- | ----- | ----- |
| 2 568 | 2 488 | 2 393 | 2 410 | 2 796 | 3 090 | 3 057 | 3 210 | 3 154 |

| 1856  | 1861  | 1866  | 1872  | 1876  | 1881  | 1886  | 1891  | 1896  |
| ----- | ----- | ----- | ----- | ----- | ----- | ----- | ----- | ----- |
| 2 080 | 2 950 | 2 442 | 2 477 | 2 454 | 2 589 | 2 434 | 2 228 | 2 078 |

| 1901  | 1906  | 1911  | 1921  | 1926  | 1931  | 1936  | 1946  | 1954  |
| ----- | ----- | ----- | ----- | ----- | ----- | ----- | ----- | ----- |
| 2 119 | 2 078 | 2 015 | 1 743 | 1 610 | 1 540 | 1 419 | 1 301 | 1 219 |

| 1962  | 1968  | 1975  | 1982 | 1990 | 1999 | 2006 | 2007 | 2012 |
| ----- | ----- | ----- | ---- | ---- | ---- | ---- | ---- | ---- |
| 1 203 | 1 136 | 1 001 | 990  | 932  | 849  | 820  | 816  | 841  |

| 2017 | 2022 | - | - | - | - | - | - | - |
| ---- | ---- | - | - | - | - | - | - | - |
| 816  | 805  | - | - | - | - | - | - | - |

## Culture locale et patrimoine

### Lieux et monuments

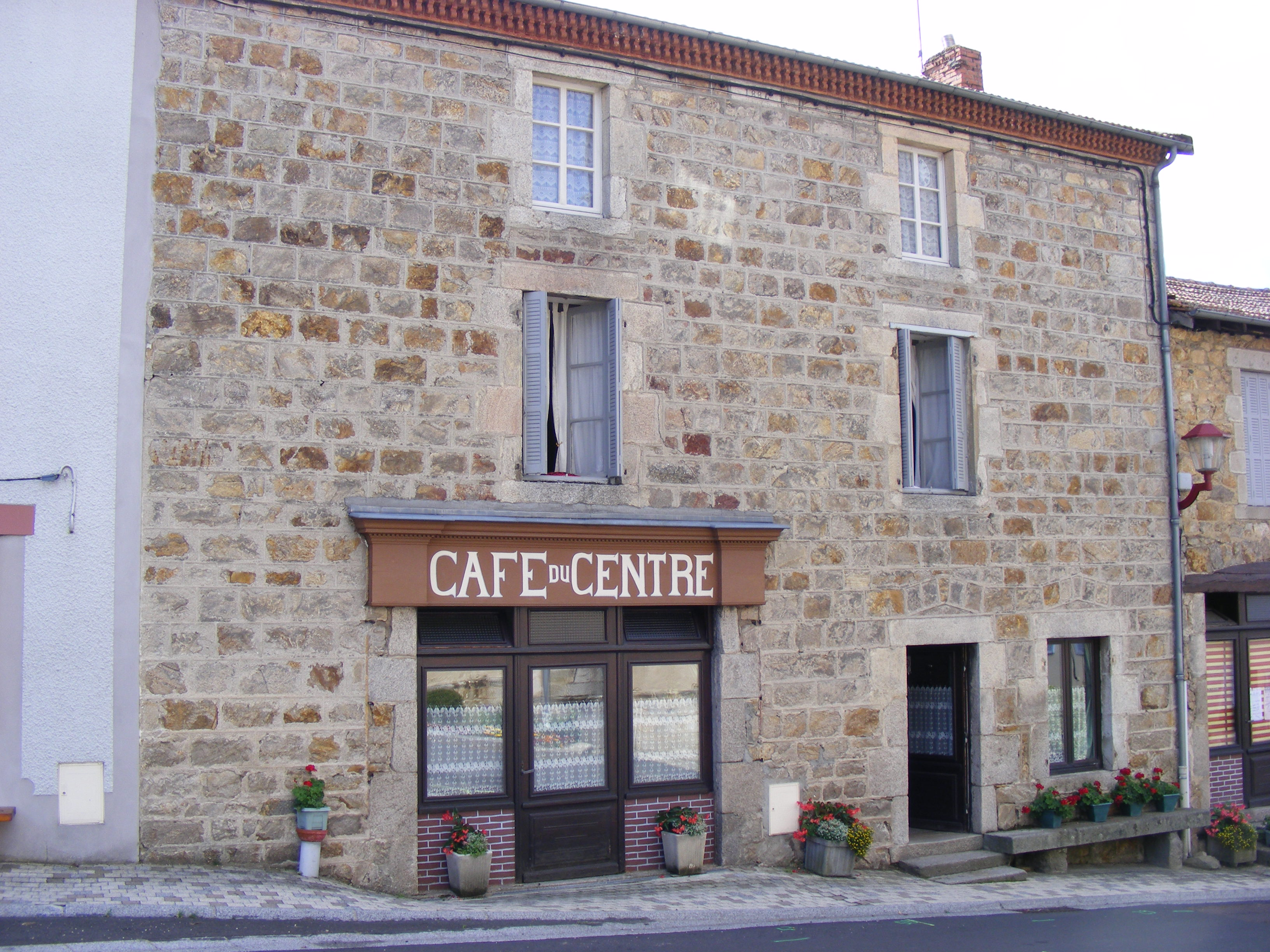
Café du Centre Marat.

- La tour de Grippel, inscrite au titre des monuments historiques par arrêté du 30 juillet 1963[18].
- Le château de Teilhet, inscrit au titre des monuments historiques par arrêté du 3 décembre 2001[19].

### Patrimoine naturel
La commune de Marat a longtemps été adhérente du parc naturel régional Livradois-Forez, mais n'a pas signé la charte 2010. Elle le réintègre en 2017.

## Archives
- Registres paroissiaux et d'état civil depuis : en mairie depuis 1844 pour les naissances, 1861 pour les mariages et 1844 pour les décès.
- Délibérations municipales depuis : assez partiellement pour le début du XIXe siècle